# Lijst van premiers van Italië
Dit is een lijst van premiers van Italië.
De premier is de regeringsleider van de Italiaanse Republiek, benoemd door het staatshoofd, de president van Italië.

## Premiers onder hetKoninkrijk(1861–1946)
| Premier | Premier                                               | Ambtstermijn         | Ambtstermijn         | Partij                                 | Partij |
| ------- | ----------------------------------------------------- | -------------------- | -------------------- | -------------------------------------- | ------ |
|         | Camillo Benso di Cavour (1810-1861)                   | 17 maart 1861        | 6 juni 1861          | CD                                     |        |
|         | Bettino Ricasoli (1809-1880)                          | 6 juni 1861          | 4 maart 1862         | n/p                                    |        |
|         | Urbano Rattazzi (1808-1873)                           | 4 maart 1862         | 9 december 1862      | CS                                     |        |
|         | Luigi Carlo Farini (1812-1866)                        | 9 december 1862      | 24 maart 1863        | CS                                     |        |
|         | Marco Minghetti (1818-1886)                           | 24 maart 1863        | 23 september 1864    | Destra                                 |        |
|         | Alfonso Ferrero, Cavaliere La-Màrmora (1804-1878)     | 23 september 1864    | 17 juni 1866         | Destra                                 |        |
|         | Bettino Ricasoli (2e) (1809-1880)                     | 17 juni 1866         | 11 april 1867        | CS                                     |        |
|         | Urbano Rattazzi (2e) (1808-1873)                      | 11 april 1867        | 27 oktober 1867      | CS                                     |        |
|         | Federico Luigi, Conte Menabrea (1809-1896)            | 27 oktober 1867      | 13 mei 1869          | CD                                     |        |
|         | Giovanni Lanza (1810-1882)                            | 13 mei 1869          | 10 juli 1873         | Destra                                 |        |
|         | Marco Minghetti (2e) (1818-1886)                      | 10 juli 1873         | 18 maart 1876        | Destra                                 |        |
|         | Agostino Depretis (1813-1887)                         | 25 maart 1876        | 24 maart 1878        | CS                                     |        |
|         | Benedetto Cairoli (1825-1889)                         | 24 maart 1878        | 19 december 1878     | Sinistra                               |        |
|         | Agostino Depretis (2e) (1813-1887)                    | 19 december 1878     | 14 juli 1879         | CS                                     |        |
|         | Benedetto Cairoli (2e) (1825-1889)                    | 14 juli 1879         | 29 mei 1881          | Sinistra                               |        |
|         | Agostino Depretis (3e) (1813-1887)                    | 29 mei 1881          | 29 juli 1887         | CS                                     |        |
|         | Francesco Crispi (1819-1901)                          | 7 augustus 1887      | 6 februari 1891      | Sinistra                               |        |
|         | Antonio Starabba, Marchese di Rudinì (1839-1908)      | 6 februari 1891      | 15 mei 1892          | Destra                                 |        |
|         | Giovanni Giolitti (1842-1928)                         | 15 mei 1892          | 15 december 1893     | PL                                     |        |
|         | Francesco Crispi (2e) (1819-1901)                     | 15 december 1893     | 14 juni 1896         | Sinistra                               |        |
|         | Antonio Starabba, Marchese di Rudinì (2e) (1839-1908) | 14 juni 1896         | 1 juni 1898          | Destra                                 |        |
|         | Luigi Pelloux (1839-1924)                             | 1 juni 1898          | 24 juni 1900         | Destra                                 |        |
|         | Giuseppe Saracco (1821-1907)                          | 24 juni 1900         | 15 februari 1901     | CS                                     |        |
|         | Giuseppe Zanardelli (1826-1903)                       | 15 februari 1901     | 29 januari 1903      | Sinistra                               |        |
|         | Giovanni Giolitti (2e) (1842-1928)                    | 3 februari 1903      | 12 maart 1905        | PL                                     |        |
|         | Tommaso Tittoni (1855-1931)                           | 16 t/m 17 maart 1905 | 16 t/m 17 maart 1905 | ?                                      |        |
|         | Alessandro Fortis (1842-1909)                         | 28 maart 1905        | 8 februari 1906      | CS                                     |        |
|         | Sidney Sonnino (1847-1922)                            | 8 februari 1906      | 27 mei 1906          | CD                                     |        |
|         | Giovanni Giolitti (3e) (1842-1928)                    | 28 mei 1906          | 10 december 1909     | PL                                     |        |
|         | Sidney Sonnino (2e) (1847-1922)                       | 11 december 1909     | 31 maart 1910        | CD                                     |        |
|         | Luigi Luzzatti (1841-1927)                            | 31 maart 1910        | 2 maart 1911         | CD                                     |        |
|         | Giovanni Giolitti (4e) (1842-1928)                    | 30 maart 1911        | 19 maart 1914        | PL                                     |        |
|         | Antonio Salandra (1853-1931)                          | 21 maart 1914        | 18 juni 1916         | Destra                                 |        |
|         | Paolo Boselli (1838-1932)                             | 18 juni 1916         | 29 oktober 1917      | CD                                     |        |
|         | Vittorio Emanuele Orlando (1860-1952)                 | 29 oktober 1917      | 23 juni 1919         | Destra                                 |        |
|         | Francesco Saverio Nitti (1868-1953)                   | 23 juni 1919         | 15 mei 1920          | Radicaal                               |        |
|         | Giovanni Giolitti (5e) (1842-1928)                    | 15 juni 1920         | 4 juli 1921          | PL                                     |        |
|         | Ivanoe Bonomi (1873-1951)                             | 4 juli 1921          | 26 februari 1922     | PSRI                                   |        |
|         | Luigi Facta (1861-1930)                               | 26 februari 1922     | 28 oktober 1922      |                                        |        |
|         | Benito Mussolini (1883-1945)                          | 30 oktober 1922      | 25 juli 1943         | PNF                                    |        |
|         | Generaal Pietro Badoglio (1871-1956)                  | 25 juli 1943         | 10 juni 1944         | Provisionele militaire regering (Mil.) |        |
|         | Ivanoe Bonomi (2e) (1873-1951)                        | 18 juni 1944         | 26 april 1945        | n/p                                    |        |
|         | Ferruccio Parri (1890-1981)                           | 26 april 1945        | 24 november 1945     | AP                                     |        |
|         | Alcide De Gasperi (1881-1954)                         | 10 december 1945     | 28 juni 1946         | DC                                     |        |

## Premiers onder deRepubliek(1946–heden)
| Nr.  | Premier van Italië President del Consiglio dei ministri della Repubblica Italiana | Premier van Italië President del Consiglio dei ministri della Repubblica Italiana | Premier van Italië President del Consiglio dei ministri della Repubblica Italiana | Ambtstermijn     | Ambtstermijn     | Partij(en)  | Kabinet(en)   | Verkiezing(en) |
| ---- | --------------------------------------------------------------------------------- | --------------------------------------------------------------------------------- | --------------------------------------------------------------------------------- | ---------------- | ---------------- | ----------- | ------------- | -------------- |
| (30) |                                                                                   | Alcide De Gasperi                                                                 | Alcide De Gasperi (1881–1954)                                                     | 14 juli 1946     | 17 augustus 1953 | DC          | De Gasperi II | 1946           |
| (30) | De Gasperi III                                                                    | Alcide De Gasperi                                                                 | Alcide De Gasperi (1881–1954)                                                     | 14 juli 1946     | 17 augustus 1953 | DC          |               | 1946           |
| (30) | De Gasperi IV                                                                     | Alcide De Gasperi                                                                 | Alcide De Gasperi (1881–1954)                                                     | 14 juli 1946     | 17 augustus 1953 | DC          |               | 1946           |
| (30) | De Gasperi V                                                                      | Alcide De Gasperi                                                                 | Alcide De Gasperi (1881–1954)                                                     | 14 juli 1946     | 17 augustus 1953 | DC          | 1948          |                |
| (30) | De Gasperi VI                                                                     | Alcide De Gasperi                                                                 | Alcide De Gasperi (1881–1954)                                                     | 14 juli 1946     | 17 augustus 1953 | DC          | 1948          |                |
| (30) | De Gasperi VII                                                                    | Alcide De Gasperi                                                                 | Alcide De Gasperi (1881–1954)                                                     | 14 juli 1946     | 17 augustus 1953 | DC          | 1948          |                |
| (30) | De Gasperi VIII                                                                   | Alcide De Gasperi                                                                 | Alcide De Gasperi (1881–1954)                                                     | 14 juli 1946     | 17 augustus 1953 | DC          | 1953          |                |
| 31   |                                                                                   | Giuseppe Pella                                                                    | Giuseppe Pella (1902–1981)                                                        | 17 augustus 1953 | 18 januari 1954  | DC          | 1953          | Pella          |
| 32   |                                                                                   | Amintore Fanfani                                                                  | Amintore Fanfani (1908–1999)                                                      | 18 januari 1954  | 10 februari 1954 | DC          | 1953          | Fanfani I      |
| 33   |                                                                                   | Mario Scelba                                                                      | Mario Scelba (1901–1991)                                                          | 10 februari 1954 | 5 juli 1955      | DC          | 1953          | Scelba         |
| 34   |                                                                                   | Antonio Segni                                                                     | Antonio Segni (1891–1972)                                                         | 5 juli 1955      | 20 mei 1957      | DC          | 1953          | Segni I        |
| 35   |                                                                                   | Adone Zoli                                                                        | Adone Zoli (1887–1960)                                                            | 20 mei 1957      | 1 juli 1958      | DC          | 1953          | Zoli           |
| (32) |                                                                                   | Amintore Fanfani                                                                  | Amintore Fanfani (1908–1999)                                                      | 1 juli 1958      | 15 februari 1959 | DC          | Fanfani II    | 1958           |
| (34) |                                                                                   | Antonio Segni                                                                     | Antonio Segni (1891–1972)                                                         | 15 februari 1959 | 25 maart 1960    | DC          | Segni II      | 1958           |
| 36   |                                                                                   | Fernando Tambroni                                                                 | Fernando Tambroni (1901–1963)                                                     | 25 maart 1960    | 26 juli 1960     | DC          | Tambroni      | 1958           |
| (32) |                                                                                   | Amintore Fanfani                                                                  | Amintore Fanfani (1908–1999)                                                      | 26 juli 1960     | 20 juni 1963     | DC          | Fanfani III   | 1958           |
| (32) | Fanfani IV                                                                        | Amintore Fanfani                                                                  | Amintore Fanfani (1908–1999)                                                      | 26 juli 1960     | 20 juni 1963     | DC          |               | 1958           |
| 37   |                                                                                   | Giovanni Leone                                                                    | Giovanni Leone (1908–2001)                                                        | 22 juni 1963     | 5 december 1963  | DC          | Leone I       | 1963           |
| 38   |                                                                                   | Aldo Moro                                                                         | Aldo Moro (1916–1978)                                                             | 5 december 1963  | 24 juni 1968     | DC          | Moro I        | 1963           |
| 38   | Moro II                                                                           | Aldo Moro                                                                         | Aldo Moro (1916–1978)                                                             | 5 december 1963  | 24 juni 1968     | DC          |               | 1963           |
| 38   | Moro III                                                                          | Aldo Moro                                                                         | Aldo Moro (1916–1978)                                                             | 5 december 1963  | 24 juni 1968     | DC          |               | 1963           |
| (37) |                                                                                   | Giovanni Leone                                                                    | Giovanni Leone (1908–2001)                                                        | 24 juni 1968     | 12 december 1968 | DC          | Leone II      | 1968           |
| 39   |                                                                                   | Mariano Rumor                                                                     | Mariano Rumor (1915–1990)                                                         | 12 december 1968 | 5 augustus 1970  | DC          | Rumor I       | 1968           |
| 39   | Rumor II                                                                          | Mariano Rumor                                                                     | Mariano Rumor (1915–1990)                                                         | 12 december 1968 | 5 augustus 1970  | DC          |               | 1968           |
| 39   | Rumor III                                                                         | Mariano Rumor                                                                     | Mariano Rumor (1915–1990)                                                         | 12 december 1968 | 5 augustus 1970  | DC          |               | 1968           |
| 40   |                                                                                   | Emilio Colombo                                                                    | Emilio Colombo (1920–2013)                                                        | 5 augustus 1970  | 18 februari 1972 | DC          | Colombo       | 1968           |
| 41   |                                                                                   | Giulio Andreotti                                                                  | Giulio Andreotti (1919–2013)                                                      | 18 februari 1972 | 7 juli 1973      | DC          | Andreotti I   | 1968           |
| 41   | Andreotti II                                                                      | Giulio Andreotti                                                                  | Giulio Andreotti (1919–2013)                                                      | 18 februari 1972 | 7 juli 1973      | DC          | 1972          |                |
| (39) |                                                                                   | Mariano Rumor                                                                     | Mariano Rumor (1915–1990)                                                         | 7 juli 1973      | 24 november 1974 | DC          | 1972          | Rumor IV       |
| (39) | Rumor V                                                                           | Mariano Rumor                                                                     | Mariano Rumor (1915–1990)                                                         | 7 juli 1973      | 24 november 1974 | DC          | 1972          |                |
| (38) |                                                                                   | Aldo Moro                                                                         | Aldo Moro (1916–1978)                                                             | 24 november 1974 | 30 juli 1976     | DC          | 1972          | Moro IV        |
| (38) | Moro V                                                                            | Aldo Moro                                                                         | Aldo Moro (1916–1978)                                                             | 24 november 1974 | 30 juli 1976     | DC          | 1972          |                |
| (41) |                                                                                   | Giulio Andreotti                                                                  | Giulio Andreotti (1919–2013)                                                      | 30 juli 1976     | 5 augustus 1979  | DC          | Andreotti III | 1972           |
| (41) | Andreotti IV                                                                      | Giulio Andreotti                                                                  | Giulio Andreotti (1919–2013)                                                      | 30 juli 1976     | 5 augustus 1979  | DC          |               | 1972           |
| (41) | Andreotti V                                                                       | Giulio Andreotti                                                                  | Giulio Andreotti (1919–2013)                                                      | 30 juli 1976     | 5 augustus 1979  | DC          |               | 1972           |
| 42   |                                                                                   | Francesco Cossiga                                                                 | Francesco Cossiga (1928–2010)                                                     | 5 augustus 1979  | 18 oktober 1980  | DC          | Cossiga I     | 1979           |
| 42   | Cossiga II                                                                        | Francesco Cossiga                                                                 | Francesco Cossiga (1928–2010)                                                     | 5 augustus 1979  | 18 oktober 1980  | DC          |               | 1979           |
| 43   |                                                                                   | Arnaldo Forlani                                                                   | Arnaldo Forlani (1925–2023)                                                       | 18 oktober 1980  | 28 juni 1981     | DC          | Forlani       | 1979           |
| 44   |                                                                                   | Giovanni Spadolini                                                                | Giovanni Spadolini (1925–1994)                                                    | 28 juni 1981     | 1 december 1982  | PRI         | Spadolini I   | 1979           |
| 44   | Spadolini II                                                                      | Giovanni Spadolini                                                                | Giovanni Spadolini (1925–1994)                                                    | 28 juni 1981     | 1 december 1982  | PRI         |               | 1979           |
| (32) |                                                                                   | Amintore Fanfani                                                                  | Amintore Fanfani (1908–1999)                                                      | 1 december 1982  | 4 augustus 1983  | DC          | Fanfani V     | 1979           |
| 45   |                                                                                   | Bettino Craxi                                                                     | Bettino Craxi (1934–2000)                                                         | 4 augustus 1983  | 17 april 1987    | PSI         | Craxi I       | 1983           |
| 45   | Craxi II                                                                          | Bettino Craxi                                                                     | Bettino Craxi (1934–2000)                                                         | 4 augustus 1983  | 17 april 1987    | PSI         |               | 1983           |
| (32) |                                                                                   | Amintore Fanfani                                                                  | Amintore Fanfani (1908–1999)                                                      | 17 april 1987    | 28 juli 1987     | DC          | Fanfani VI    | 1983           |
| 46   |                                                                                   | Giovanni Goria                                                                    | Giovanni Goria (1943–1994)                                                        | 28 juli 1987     | 13 april 1988    | DC          | Goria         | 1987           |
| 47   |                                                                                   | Ciriaco De Mita                                                                   | Ciriaco De Mita (1928–2022)                                                       | 13 april 1988    | 22 juli 1989     | DC          | De Mita       | 1987           |
| (41) |                                                                                   | Giulio Andreotti                                                                  | Giulio Andreotti (1919–2013)                                                      | 22 juli 1989     | 28 juni 1992     | DC          | Andreotti VI  | 1987           |
| (41) | Andreotti VII                                                                     | Giulio Andreotti                                                                  | Giulio Andreotti (1919–2013)                                                      | 22 juli 1989     | 28 juni 1992     | DC          |               | 1987           |
| 48   |                                                                                   | Giuliano Amato                                                                    | Giuliano Amato (1938)                                                             | 28 juni 1992     | 28 april 1993    | PSI         | Amato I       | 1992           |
| 49   |                                                                                   | Carlo Azeglio Ciampi                                                              | Carlo Azeglio Ciampi (1920–2016)                                                  | 28 april 1993    | 10 mei 1994      | O           | Ciampi        | 1992           |
| 50   |                                                                                   | Silvio Berlusconi                                                                 | Silvio Berlusconi (1936–2023)                                                     | 10 mei 1994      | 17 januari 1995  | FI          | Berlusconi I  | 1994           |
| 51   |                                                                                   | Lamberto Dini                                                                     | Lamberto Dini (1931)                                                              | 17 januari 1995  | 17 mei 1996      | O           | Dini          | 1994           |
| 52   |                                                                                   | Romano Prodi                                                                      | Romano Prodi (1939)                                                               | 17 mei 1996      | 21 oktober 1998  | O (L'U)     | Prodi I       | 1996           |
| 53   |                                                                                   | Massimo D'Alema                                                                   | Massimo D'Alema (1949)                                                            | 21 oktober 1998  | 25 april 2000    | DS (L'U)    | D'Alema I     | 1996           |
| 53   | D'Alema II                                                                        | Massimo D'Alema                                                                   | Massimo D'Alema (1949)                                                            | 21 oktober 1998  | 25 april 2000    | DS (L'U)    |               | 1996           |
| (48) |                                                                                   | Giuliano Amato                                                                    | Giuliano Amato (1938)                                                             | 25 april 2000    | 11 juni 2001     | O (L'U)     | Amato II      | 1996           |
| (50) |                                                                                   | Silvio Berlusconi                                                                 | Silvio Berlusconi (1936–2023)                                                     | 11 juni 2001     | 17 mei 2006      | FI          | Berlusconi II | 2001           |
| (50) | Berlusconi III                                                                    | Silvio Berlusconi                                                                 | Silvio Berlusconi (1936–2023)                                                     | 11 juni 2001     | 17 mei 2006      | FI          |               | 2001           |
| (52) |                                                                                   | Romano Prodi                                                                      | Romano Prodi (1939)                                                               | 17 mei 2006      | 8 mei 2008       | O (2006–07) | Prodi II      | 2006           |
| (52) | DP (2007–08)                                                                      | Romano Prodi                                                                      | Romano Prodi (1939)                                                               | 17 mei 2006      | 8 mei 2008       |             | Prodi II      | 2006           |
| (50) |                                                                                   | Silvio Berlusconi                                                                 | Silvio Berlusconi (1936–2023)                                                     | 8 mei 2008       | 16 november 2011 | PdL         | Berlusconi IV | 2008           |
| 54   |                                                                                   | Mario Monti                                                                       | Mario Monti (1943)                                                                | 16 november 2011 | 28 april 2013    | O           | Monti         | 2008           |
| 55   |                                                                                   | Enrico Letta                                                                      | Enrico Letta (1966)                                                               | 28 april 2013    | 22 februari 2014 | DP          | Letta         | 2013           |
| 56   |                                                                                   | Matteo Renzi                                                                      | Matteo Renzi (1975)                                                               | 22 februari 2014 | 12 december 2016 | DP          | Renzi         | 2013           |
| 57   |                                                                                   | Paolo Gentiloni                                                                   | Paolo Gentiloni (1954)                                                            | 12 december 2016 | 1 juni 2018      | DP          | Gentiloni     | 2013           |
| 58   |                                                                                   | Giuseppe Conte                                                                    | Giuseppe Conte (1964)                                                             | 1 juni 2018      | 13 februari 2021 | O           | Conte I       | 2018           |
| 58   | Conte II                                                                          | Giuseppe Conte                                                                    | Giuseppe Conte (1964)                                                             | 1 juni 2018      | 13 februari 2021 | O           |               | 2018           |
| 59   |                                                                                   | Mario Draghi                                                                      | Mario Draghi (1947)                                                               | 13 februari 2021 | 22 oktober 2022  | O           | Draghi        | 2018           |
| 60   |                                                                                   | Giorgia Meloni                                                                    | Giorgia Meloni (1977)                                                             | 22 oktober 2022  | heden            | FdI         | Meloni        | 2022           |

## Afkortingen
- AP: Italiaanse Actiepartij (centrumlinks; voormalige partizanen).
- CD: Centro Destra (Centrumrechts; gematigd conservatief-liberaal).
- CS: Centro Sinistra (Centrumlinks; gematigd links-liberaal).
- DC: Democrazia Cristiana (christendemocraten; centristisch, met een sterke linker- en rechtervleugel).
- Destra: Destra (Rechts; conservatief-liberaal).
- DS: Democratici di Sinistra (Democratisch Links, voormalige linkse-socialisten en reformistische communisten).
- FdI: Broeders van Italië (rechts tot extreemrechts; nationaal-conservatief).
- FI: Forza Italia (rechts, conservatief-liberaal, Berlusconi-personalistisch).
- Mil.: militair.
- n/p: partijloos.
- PD: Democratische Partij.
- PDS: Partij van Democratisch Links.
- PL(I): Italiaanse Liberale Partij (liberaal).
- PNF: Nationale Fascistische Partij van Italië (fascistisch, enige partij 1926-43).
- PRI: Republikeinse Partij van Italië (liberaal, republikeins).
- PSI: Socialistische Partij van Italië (links-socialistisch, de zogenaamde 'Nenni'-socialisten).
- PSRI: Reformistische Socialistische Partij van Italië (reformistisch sociaaldemocratisch [d.i. niet-marxistisch]).
- Radicaal: Radicale Partij van Italië (radicaal-liberaal).
- Sinistra: Sinistra (Links; progressief-liberaal).